# LGBT práva v Belize

Duhová mapa Belize

Lesby, gayové, bisexuálové a transgender lidé (LGBT) mají v Belize konflikty se zákony, které heterosexuální populace nemá. Homosexuální pohlaví styk byl v Belize do roku 2016 Ilegální a homosexuálním cizincům byl oficiálně vstup do země zakázán.

## Zákony týkající se LGBT

### Trestnost homosexuálních styků
Do roku 2016 byl homosexuální styk v Belize trestný podle § 53 Trestního zákoníku Republiky Belize:
- "Každému, kdo vykoná pohlavní styk proti zákonům přírody s jinou osobou, bude uložen trest odnětí svobody v délce trvání 10 let".[1]

V srpnu 2016 nejvyšší soud Belize rozhodl, že toto zákonné ustanovení je protiústavní, a zrušil jej.

### Zákony proti vstupu LGBT cizinců do Belize
Podle § 5 odst. 1 Imigračního zákona:
- "Vstup na území Republiky Belize je zakázán osobám vykonávajícím prostituci, homosexuálům a každému, kdo by se mohl živit, nebo se živí, či by mohl vykonávat prostituci, případně praktikovat homosexualitu".[4]

### Právní ochrana
Ministerstvo zahraničních věcí Spojených států amerických, oddělení lidských práv v roce 2011 shledávalo, že:
- "Zdejší zákony nijak nechrání lidi s jinou sexuální orientací nebo genderovou identitou. Trestní zákoník stanovuje, že "pohlavní styk" s jinou osobou "proti zákonům přírody" je trestán 10letým vězením. V praxi se tento zákon zatím použil jenom proti sexuální aktivitě mezi muži. Faktický rozsah diskriminace na základě sexuální orientaci je obtížně zjistit z důvodu, že v místních médiích nejsou takové případy zmiňovány. United Belize Advocacy Movement (UNIBAM), jediná LGBT advokátní organizace, která dokumentuje pokračující harašment a násilí ze strany veřejnosti a policie postihující jejich aktivitu, nicméně její členové nejsou ochotni se proti tomu ozvat. Dosud se zde nekonaly žádné festivaly gay pride v důsledku obav členů UNIBAM z nežádoucích reakcí okolí".[5]

## Organizace na ochranu LGBT práv v Belize

### Nátlak ze Spojených států amerických
V prosinci 2011 prezident USA Barack Obama oficiálně kritizoval národy perzekvující homosexuály. Jako odpověď na to mu belizský premiér Dean Barrow znovu sdělil, že Belize své zákony měnit nebude. On však odpověděl, že otázka LGBT práv je v rámci obchodních vztahů rozhodující, a že USA hodlá trestat zemi odejmutím veškeré zahraniční pomoci. Čili dokud bude Belize v takovým praktikách pokračovat, nedostane se jí žádné pomoci ze strany zahraničí.

### Soudní spory
V září 2010 UNIBAM a její mluvčí Caleb Orosco podali oficiální žalobu k Nejvyššímu soudu za ústavní podporu anti-homosexuálních zákonů s podporou Mezinárodního výboru právníků, Společenství právnické asociace a Důvěry lidské důstojnosti.
Katolická a Protestantská církev na to reagovali negativně argumentujíc, že v pozadí je legalizace stejnopohlavních manželství. 3. prosince 2011 církevní koncil zorganizoval akci "Povstaňme" stavící se proti UNIBAM kauze.
Právní zástupce politických stran Church Interested Parties (CIP) (skládající se z Římskokatolické církve, Belizské církve za Anglikány a Evangelické asociace církví) argumentoval v lednu 2012, že UNIBAM není v právu, protože jako organizace nemá ústavně garantovaná příslušná oprávnění. S odvoláním se na Hlavu 20 Ústavy Republiky Belize byl soud při CIP 27. dubna 2012.

## Přehled situace LGBT osob v Belize
| Legální stejnopohlavní styk                                                             | (od roku 2016) |
| Stejný věk legální způsobilosti k pohlavnímu styku pro obě orientace                    | (od roku 2016) |
| Anti-diskriminační zákony v zaměstnání                                                  | (od roku 2016) |
| Anti-diskriminační zákony v přístupu ke zboží a službám                                 | (od roku 2016) |
| Anti-diskriminační zákony v ostatních oblastech (homofobní urážky, zločiny z nenávsiti) | (od roku 2016) |
| Stejnopohlavní manželství                                                               | No             |
| Jiná forma stejnopohlavního soužití                                                     | No             |
| Adopce dítěte partnera                                                                  | No             |
| Společná adopce dětí stejnopohlavními páry                                              | No             |
| Gayové a lesby můžou otevřeně sloužit v armádě                                          | No             |
| Možnost změny pohlaví                                                                   | No             |
| Přístup k umělému oplodnění pro lesbické ženy                                           | No             |
| Náhradní mateřství pro gay páry                                                         | No             |